# Cardiochiles kasachstanicus
Cardiochiles kasachstanicus är en stekelart som beskrevs av Vladimir Ivanovich Tobias och Alexeev 1977. Cardiochiles kasachstanicus ingår i släktet Cardiochiles och familjen bracksteklar. Inga underarter finns listade.